# Daria Knez
Daria Knez (Šibenik, 12. rujna 1977.), je hrvatska kazališna, televizijska i filmska glumica.

## Životopis
1996. godine upisuje glumu na ADU u Zagrebu (diplomirala 2002.). Od druge godine studija surađuje s mnogim hrvatskim kazališnim kućama te radi na televiziji i filmu. Poznati televizijski angažman u svojstvu voditelja bio je u prvom hrvatskom Big Brotheru 2004. godine.

## Nagrade i priznanja
- 2000. – Dekanova nagrada za ulogu Claire u predstavi "Sluškinje" J.Geneta
- 2004. – Zlatna Žar Ptica za najbolju glumicu "Naj, naj, naj festivala"
- 2004. – Nagrada Hrvatskog glumišta za najbolju ulogu u TV drami "Leti, leti "
- 2004. – Nagrada Zlatni Histrion za ulogu Jelice u "Ljubici", red: Georgij Paro
- 2005. – Večernjakova ruža za najbolju glumicu za ulogu u TV drami "Leti, leti"
- 2012. – Nagrada HC Assitej za ulogu Anđele u predstavi Rent a friend, GK Trešnja

## Filmografija

### Televizijske uloge
- "Počivali u miru" kao Mija (2013.)
- "Provodi i sprovodi" kao Žana (2011.)
- "Bitange i princeze" kao Maja (2008.)
- "Kazalište u kući" kao Sanja Gaćina (2006. – 2007.)
- "Bumerang" kao Martina Kralj (2005. – 2006.)
- "Big Brother 1" kao voditeljica (2004.)
- "Skočidan" kao voditeljica (2003.)
- "Juhuhu" kao voditeljica (2015. – 2020.)
- "Crno-bijeli svijet" kao psihologica (2019.)
- "Oblak u službi zakona" kao prodavačica (2024.)
- "Mrkomir Prvi" kao Laura (2024.)

### Filmske uloge
- "Groznica" (The Fever) kao mlađa sestra revolucionarke Angeline Jolie (2004.)
- "Slučajna suputnica" kao Vanjina kolegica (2004.)
- "Policijske priče" (2001.)

### Sinkronizacija
- "Sonic: Super jež 2" kao Rachel (2022.)
- "Sonic: Super jež" kao Rachel (2020.)
- "Tajni život ljubimaca" kao Chloe (2016.)
- "Garfield 2: Priča o dvije mačke" kao Abby Westminister (2006.)
- "Ledeno doba 2, 3, 4, 5" kao Ela (2006., 2009., 2012., 2016.)
- "Bambi" kao Felina (odrasla) (2005.)
- "Roboti" kao Felga (2005.)
- "Scooby Doo i čudovište iz Loch Nessa" kao profesorica Fiona Pembrooke (2005.)

## Vanjske poveznice
- Daria Knez u internetskoj bazi filmova IMDb-u (engl.)